# Sorrow Throughout the Nine Worlds
Albums de Amon Amarth
Once Sent from the Golden Hall
(1998)
Sorrow Throughout the Nine Worlds est le premier EP du groupe de death metal mélodique Amon Amarth, publié en avril 1996 par Pulverised Records.

## Liste des titres
1. Sorrow Throughout the Nine Worlds – 3:51
2. The Arrival of the Fimbul Winter – 4:26
3. Burning Creation – 5:04
4. The Mighty Doors of the Speargod's Hall – 5:43
5. Under the Grayclouded Winter Sky – 5:38

## Composition du groupe
- Nico Mehra – Batterie
- Olavi Mikkonen – Guitare
- Johan Hegg – Chant
- Anders Hannson – Guitare
- Ted Lundström – Basse